# Lac Akna
Le lac Akna (en arménien Ակնա լիճ) est un lac situé entre les marzer de Gegharkunik et de Kotayk en Arménie, dans le massif de Gegham.